# 887
887 (DCCCLXXXVII) fue un año común comenzado en domingo del calendario juliano, en vigor en aquella fecha.

## Acontecimientos
- El Emperador Uda de Japón asciende al trono.
- La ciudad de Toledo se rebela contra el califato Omeya.[1]
- Carlos III el Gordo es depuesto como emperador franco y la dinastía carolingia llega a su fin, disgregándose el territorio.
- Eudes de Francia asume el reino de Francia Occidental.
- Berengario de Friuli asume el reino de Italia.
- Arnulfo de Carintia asume el reino de Francia Oriental.
- Agosto - Ocurre el terremoto de Ninna en Japón.
- 21 de noviembre - Se da el incidente de Ako, entre el emperador Uda y el cortesano Fujiwara no Mototsune.

## Nacimientos
- Qian Yuanguan, rey del estado de Wuyue (China).
- Liu Xu, oficial chino.

## Fallecimientos
- Emperador Koko de Japón.
- Ibn Majah, compilador persa.
- Pietro I Candiano, dux de Venecia.
- Jeonggang, rey de Silla.
- Abbás Ibn Firnás, filósofo árabe